# HD 40091
HD 40091，又名CD-39 2260，SAO 196309、HR 2082，是一颗恒星，视星等为5.57，位于銀經246.12，銀緯-27.36，其B1900.0坐标为赤經5h 51m 37.2s，赤緯-39° -27.36′ 29″。